# Fieulaine
Fieulaine és un municipi francès del departament de l'Aisne, als Alts de França.
Forma part de la Communauté d'agglomération de Saint-Quentin

## Geografia
Vil·la de l'antic Vermandois, a 46 km al nord de Laon i a 15 km de Saint-Quentin. Pertany al Districte de Saint-Quentin.

## Història
El Senyoriu de Fieulaine és conegut des de 1104. Al Segle XVIII fou adquirit pels senyors de Fontaine-Notre-Dame. La parròquia va esdevenir independents el 1698, amb la nominació d'un vicari perpetu.

## Administració
L'alcalde actual és Jerome Leclerc. Fou elegit el 2008.

## Demografia
- 1962: 286 habitants.
- 1975: 277 habitants.
- 1900: 255 habitants.
- 1999: 253 habitants.
- 2007: 274 habitants.
- 2008: 279 habitants.[1]

## Cultura
- El Cercle d'Histoire et d'Etudes de Fieulaine edita tres butlletins anuals sobre la història del municipi: vida local, conflictes armats, antics oficis, senyoria, etc.

### Llocs i monuments
- Túmuls darrere l'església.

### Festes i celebracions
- Pelegrinatge dedicat a Notre-Dame-de-Paix. Primer diumenge després de Pasqua.